# Весёлое (Северо-Казахстанская область)
Весёлое (каз. Весёлое, вариант Весёлые Куртинки) — упразднённое село в Есильском районе Северо-Казахстанской области Казахстана. Село входило в состав Ильинского сельского округа. Ликвидировано в 2010 г. 

## Население
В 1999 году население села составляло 17 человек (10 мужчин и 7 женщин). По данным переписи 2009 года, в селе проживало 4 человека (2 мужчины и 2 женщины).